# Costa Cordalis
Costa Cordalis (Grieks: Κώστας Κορδαλής) (Elatia, Griekenland, 1 mei 1944 - Santa Ponça, Spanje, 2 juli 2019) was een Grieks-Duitse schlagerzanger. Costa is de afkorting van Konstantin.
Toen hij 7 jaar was leerde hij gitaar spelen, op zijn 16e zag hij in dat hij in Griekenland geen groot succes zou hebben en hij ging met de trein naar Duitsland. Hij vestigde zich in Frankfurt en leerde Duits aan het Goethe-instituut. Hij studeerde filosofie en Germaanse taal.
In 1965 bracht hij zijn eerste plaat uit, Du hast ja Tränen in den Augen, een cover van Crying in the chapel van Elvis Presley. Echt succes kwam pas met het zelf geproduceerde Carolina, komm (1973) en Steig in das Boot heute Nacht, Anna Lena (1974). Zijn grootste succes had hij met Anita, dat in Zwitserland de nummer-1, in Duitsland de nummer-3 en in Oostenrijk de nummer-4 positie bereikte. Ook in Nederland werd de top-10 gehaald (10e plaats in de Top 40 en 15e plaats in de Nationale Hitparade). In België was de twaalfde plaats de hoogste positie.
Hij nam deel aan de wereldkampioenschappen noords skiën 1985 in Seefeld in de categorie wereldkampioenschappen langlaufen voor zijn vaderland Griekenland.
In 2019 werd hij opgenomen in het ziekenhuis in Palma met water in de longen, zijn situatie verslechterde en hij werd overgebracht naar een kliniek in Santa Ponca, ook op Mallorca. Daar stierf hij op 75-jarige leeftijd. Hij laat drie kinderen achter.

## Singles in Nederland
| Single met eventuele hitnotering(en) in de Nederlandse Top 40    | Datum van verschijnen | Datum van binnenkomst | Hoogste positie | Aantal weken | Opmerkingen                   |
| ---------------------------------------------------------------- | --------------------- | --------------------- | --------------- | ------------ | ----------------------------- |
| Es wird schon weitergeh'n                                        | 1972                  | 12-08-1972            | tip 21          | 4            |                               |
| Anita                                                            | 1976                  | 12-03-1977            | 10              | 7            | #15 in de Nationale Hitparade |
| Nimm das nächste Schiff nach Rhodos (i love, i love, i love you) | 1978                  | 02-09-1978            | 26              | 6            | #31 in de Nationale Hitparade |
| Das alte Lied von Helena                                         | 1979                  | 13-12-1980            | tip 5           | 5            | #45 in de Nationale Hitparade |

## Discografie
Voor zijn volledige discografie zie ook: Discografie van Costa Cordalis
- Bibliothèque nationale de France: cb147561131 (data)
- Gemeinsame Normdatei: 134350766
- International Standard Name Identifier: 0000 0000 5873 5019
- Library of Congress Control Number: no2005080986
- MusicBrainz: 2e981ae3-1b98-41a9-aab5-ac33b1b03af9
- Virtual International Authority File: 79587423
- WorldCat: E39PBJm9dDvJPPmjgGtt67D8YP